# Tmesisternus lugubris
Tmesisternus lugubris là một loài bọ cánh cứng trong họ Cerambycidae.